# Zelandotipula nigrosetosa
Zelandotipula nigrosetosa är en tvåvingeart som först beskrevs av Alexander 1946.  Zelandotipula nigrosetosa ingår i släktet Zelandotipula och familjen storharkrankar.
Artens utbredningsområde är Peru. Inga underarter finns listade i Catalogue of Life.